# Old Bailey

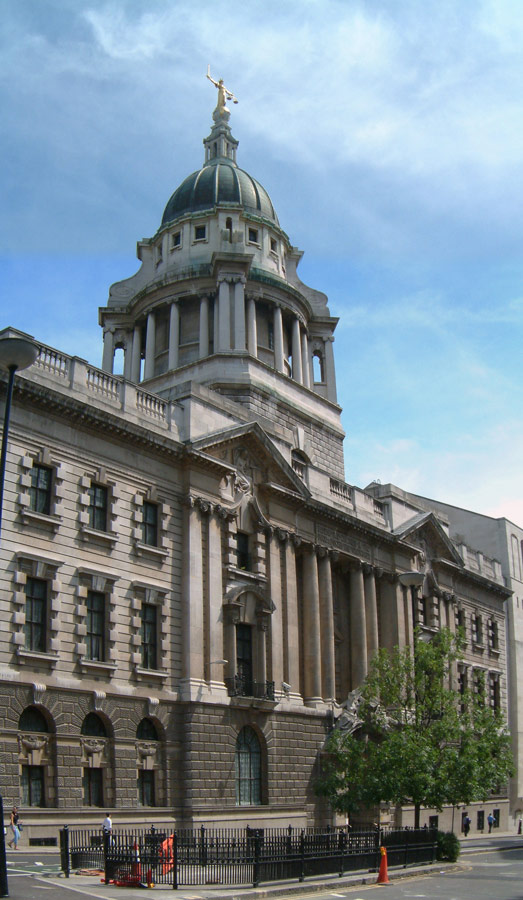
Old Bailey, Südfassade

Old Bailey, offiziell Zentraler Strafgerichtshof (englisch Central Criminal Court) genannt, ist ein Gerichtsgebäude in London. Das dort tagende Krongericht (engl. Crown Court) verhandelt bedeutende Kriminalfälle des Vereinigten Königreiches.

## Geschichte

Ein Gerichtssaal des Old Bailey, 1895

New Central Criminal Court um 1910

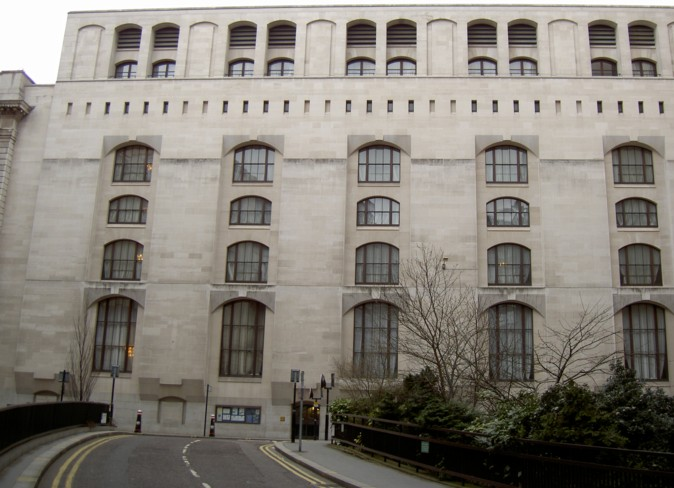
Old Bailey, Südtrakt

Das Gebäude steht an der Stelle des mittelalterlichen Stadttores Newgate und des späteren Newgate-Gefängnisses (1188–1902). Der Name leitet sich von der Lage des Gerichtshofes in der gleichnamigen, zwischen der Farringdon Street und St Paul’s Cathedral gelegenen Straße ab, die dem Verlauf einer früheren Befestigungsmauer Londons, der Bailey, folgt. Das erste Gerichtshaus an dieser Stelle wurde im Jahre 1539 errichtet. Das heutige, neobarocke Gebäude wurde durch den Architekten Edward W. Mountford entworfen und 1907 von König Eduard VII. eingeweiht.

## Bedeutende Fälle am Old Bailey
Zu den berühmtesten Fällen, die im Old Bailey verhandelt wurden, zählen
- der vom Schriftsteller Oscar Wilde im Jahr 1895 angestrengte Verleumdungsprozess
- der Prozess gegen den Gattinnenmörder Hawley Crippen im Jahr 1910
- der Prozess gegen die Suffragette/Frauenrechtlerin Emmeline Pankhurst im Jahr 1913
- der Prozess gegen den Mörder und Bigamisten George Joseph Smith im Jahr 1915
- der Prozess gegen den englischen Faschisten William Joyce (genannt „Lord Haw Haw“) im Jahr 1945
- der Prozess gegen den als Atomspion bekannt gewordenen Physiker Klaus Fuchs im Jahr 1950, der zu 14 Jahren Gefängnis verurteilt wurde
- der Prozess gegen Derek Bentley, der 1953 wegen Mordes verurteilt und hingerichtet wurde, was sich später als einer der größten Justizirrtümer der britischen Kriminalgeschichte herausstellte
- der Prozess gegen die Zwillingsbrüder Ronald und Reginald Kray im Jahr 1968, die als Bandenchefs das London der 1950er und 1960er Jahre unsicher machten
- der Prozess gegen die Guildford Four im Jahr 1975, der sich später als einer der größten Justizskandale Großbritanniens herausstellte
- der Prozess gegen Peter Sutcliffe im Jahr 1981, der als sogenannter „Yorkshire Ripper“ zwischen 1975 und 1980 dreizehn Frauen ermordet hatte

## Populärkultur
Das Old Bailey wird in Alan Moores Comic-Serie V wie Vendetta und in der gleichnamigen Filmadaption bei einem Anschlag des Anarchisten „V“ in die Luft gesprengt. In den Comicheften beginnt V eine ausgedehnte einseitige Unterhaltung mit der Statue der Justitia auf dem Dach der Kuppel. Darin gesteht er ihr seine Liebe, beschuldigt sie aber der Hurerei mit der faschistischen Regierung und erzählt ihr von seiner neuen Geliebten, der Anarchie.
Der Großteil der Handlung von Billy Wilders Film Zeugin der Anklage mit Marlene Dietrich, Charles Laughton und Tyrone Power spielt in einem Gerichtssaal des Old Bailey. Da die Londoner Behörden weder Fotos noch Filmaufnahmen im Gebäude gestatteten, musste Szenenbildner Alexandre Trauner das Interieur lediglich anhand einiger schnell angefertigter Skizzen im Filmstudio nachbauen.